# Xi2 Ceti
Pour les articles homonymes, voir Xi Ceti.
Désignations
Xi2 Ceti (ξ2 Ceti / ξ2 Cei) est une étoile de la constellation équatoriale de la Baleine. Elle est visible à l'œil nu et sa magnitude apparente est de 4,28. D'après la mesure de sa parallaxe annuelle par le satellite Gaia, l'étoile est distante d'environ 60 pc (∼196 al) de la Terre. Elle s'éloigne actuellement du Système solaire à une vitesse radiale héliocentrique de +12 km/s, après s'en être approchée au plus près il y a 2,7 millions d'années, où elle était distante d'environ 39,25 pc (∼128 al).
Xi2 Ceti est une étoile spectrophotométrique standard. Elle est classée comme une géante bleue-blanche de type spectral B9,5III ou A0III-. Mais elle est âgée 127 millions d'années seulement et en réalité il s'agit probablement d'une naine, à moins de la moitié de sa vie sur la séquence principale, en train de fusionner l'hydrogène de son cœur. Sa masse est 2,45 fois supérieure à la masse du Soleil et son rayon est 2,6 fois plus grand que le rayon solaire. L'étoile est 80 fois plus lumineuse que le Soleil et sa température de surface est de 10 630 K. Elle tourne sur elle-même à une vitesse de rotation projetée de 55 km/s.